# BAP Palacios (DM-73)
El BAP Palacios (DM-73) fue un destructor de la Marina de Guerra del Perú, en servicio desde 1973 a 1993. Fue construido para la Royal Navy en 1945, previsto para luchar en la Segunda Guerra Mundial. Después de 24 años de servicio fue vendido a Perú. Fue denominado así en honor a Enrique Palacios, héroe de la guerra con Chile, quien luchó en el combate de Angamos.

## Servicio en la Royal Navy
El diseño del Diana refleja los avances tecnológicos conseguidos gracias a la campaña del Pacífico, en la Segunda Guerra Mundial.

### Crisis del canal de Suez
El Diana vio acción durante la crisis de Suez, cuando el 31 de octubre de 1956 ella torpedeó y hundió la fragata egipcia Domiat con el crucero HMS Newfoundland en el Mar Rojo.

### Controversia de las pruebas atómicas en el Pacífico Sur
En 1956, el Diana fue ordenada para estudiar las consecuencias radioactivas en la zona de prueba de un arma nuclear, cerca a las islas Montebello, en el Pacífico Sur. El objetivo de la orden, dada por funcionarios británicos de defensa, era descubrir los efectos de la lluvia radioactiva, tanto en el propio buque y sobre su tripulación. Debido a la exposición, alrededor de dos tercios de la tripulación fallecieron, y los sobrevivientes dan fe de que son afectados por una variedad de enfermedades relacionadas con la exposición nuclear.
El entonces capitán del barco, John Gower, fallecido en 2007 a los 95 años de edad, escribió después de navegar por la zona de la lluvia que tanto le disgustaba tener que «continuar sirviendo en una nave, parte de la cual había sido inaceptablemente expuesta a la radiación». En enero de 2008, el Ministerio de Defensa británico se negó a pagar una indemnización a la tripulación restante del Diana, citando a un tecnicismo legal, que establece que todas las reclamaciones deben ser presentadas dentro de los tres años después del hecho. Según los informes de los periódicos, la decisión tiene que ver con esperar, o al menos retrasar la compensación hasta el 2012, momento en el cual la mayoría de la tripulación de la nave podrían haber muerto.

### Venta a la Marina peruana
El HMS Diana fue adquirido por la Marina peruana en 1969 junto con el HMS Decoy. Tras ser modernizados en el Reino Unido, partieron al Callao en 1973.

## Servicio de la Marina de Guerra del Perú
El Palacios fue comisionado en la Marina peruana en abril de 1973. Asimismo, se trabajó en el barco en los astilleros SIMA Callao de la siguiente manera. Fue dado de baja en 1993.